# Slavica Jeremić
Slavica Jeremić (serbisch-kyrillisch Славица Јеремић; * 3. Mai 1957 in Oparić, FVR Jugoslawien) ist eine ehemalige serbische Handballspielerin, die dem Kader der jugoslawischen Nationalmannschaft angehörte. 1980 war sie Olympiateilnehmerin.

## Karriere
Jeremić lief zwischen 1974 und 1977 für den jugoslawischen Verein RK Kablovi auf. Anschließend schloss sich Jeremić dem Verein ŽRK Radnički Belgrad an, mit dem sie fünf Mal die jugoslawische Meisterschaft, drei Mal den jugoslawischen Pokal sowie einmal den Europapokal der Landesmeister gewann.
Jeremić bestritt 117 Länderspiele für die jugoslawische Nationalmannschaft. Mit der jugoslawischen Auswahl gewann sie die Silbermedaille bei den Olympischen Spielen 1980 in Moskau. In fünf Turnierspielen erzielte sie insgesamt einen Treffer.